# Zoropsis spinimana
Zoropsis spinimana – gatunek pająka z rodziny Zoropsidae. Zamieszkuje Palearktykę od Półwyspu Iberyjskiego i Afryki Północnej po Wyspy Japońskie; ponadto zawleczony do Stanów Zjednoczonych.

## Taksonomia
Gatunek ten opisany został po raz pierwszy w 1820 roku przez Jean-Marie Léona Dufoura na łamach „Annales Générales des Sciences Physiques” pod nazwą Dolomedes spinimanus. Carl Ludwig Koch opisał go w 1841 roku pod zsynonimizowaną później nazwą Dolomedes ocreatus i to z tym epitetem wyznaczony został gatunkiem typowym nowego rodzaju Zoropsis przez Eugène’a Simona w 1878 roku, natomiast obecnie stosowaną kombinację Zoropsis spinimana podał jako pierwszy w 1901 roku Friedrich Dahl.

## Morfologia
Samce osiągają od 10 do 13 mm, a samice od 10 do 19 mm długości ciała, natomiast rozpiętość odnóży u obu płci przekraczać może 30 mm. Karapaks jest żółtawobiaławy, szarobrązowy lub żółtobrązowy z dwoma czarnymi przepaskami podłużnymi o szerokości takiej samej jak jaśniejsze tło po ich bokach oraz z czarną linią wzdłuż środka. Oczy pary tylno-bocznej leżą znacznie bardziej z tyłu niż pary tylno-środkowej. Sternum jest żółtobiaławe. Odnóża są żółtoszare z ciemnym do czarnego obrączkowaniem oraz czarnym nakrapianiem. Pierwsza ich para ma na spodzie goleni 6 lub 7 par kolców. Opistosoma (odwłok) ma przód żółtoszary z czarnym, podłużnym, lekko pośrodku przewężonym znakiem na stronie grzbietowej, tył zaś szary ze skośnymi plamami i parami jasnych kropek. Nogogłaszczki samca cechują się obecnością pola krótkich i gęsto rozmieszczonych szczecinek na grzbietowej stronie cymbium, haczykowato zakrzywioną apofyzą medialną, przezroczystym konduktorem oraz krótkim i tępo zakończonym embolusem. Genitalia samicy odznaczają się płytką płciową o centralnie umieszczonym, długim, wąskim, palcowatym, pustym w środku trzonku.

## Biologia i ekologia

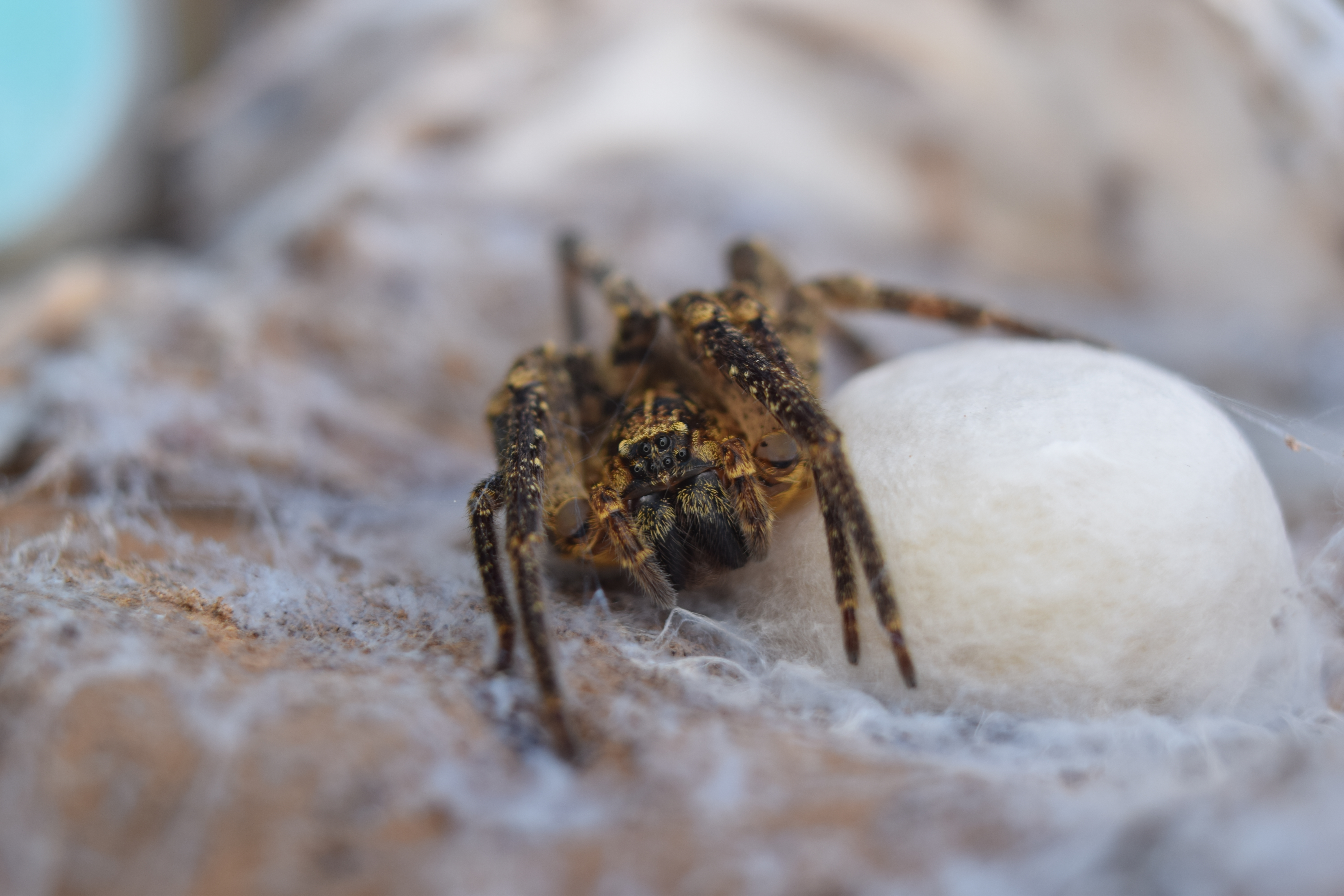
Samica strzegąca kokonu jajowego

Pajęczak semisynantropijny. W warunkach naturalnych zasiedla świetliste lasy, chętnie z dominacją sosen, oraz różne tereny otwarte, w tym stanowiska ruderalne. Poza tym występuje na zewnątrz i wewnątrz budynków. Za dnia bytuje w kryjówkach, np. pod korą lub kamieniami, natomiast nocą aktywnie poluje na bezkręgowce, głównie na owady. Wykazuje się znaczną agresywnością względem innych pająków, także tych dużych.
Przedstawiciele tego gatunku dożywają od roku do około 20 miesięcy. Dojrzałość osiągają jesienią. Zapłodniona samica buduje wiosną w schronieniu, np. pod korą, kokon jajowy otoczony wełnistym oprzędem o niebieskawym połysku, po czym strzeże go aż do śmierci.

## Rozprzestrzenienie
Gatunek pierwotnie palearktyczny, ale pod koniec XX wieku zawleczony na zachodnie wybrzeże Stanów Zjednoczonych, od końca XX wieku wykazujący również umiarkowaną tendencję do ekspansji w Europie.
W Europie znany jest z Portugalii, Hiszpanii, Francji, Wielkiej Brytanii, Belgii, Holandii, Luksemburgu, Niemiec, Szwajcarii, Austrii, Włoch, Malty, Polski, Czech, Słowacji, Węgier, Ukrainy, Słowenii, Chorwacji, Serbii, Albanii, Bułgarii i południowo-europejskiej części Rosji; w Europie Środkowej jego stanowiska mają charakter synantropijny. W Afryce podawany jest z Maroka, Algierii, Libii i Tunezji, w Azji zaś z Gruzji, syberyjskiej i dalekowschodniej części Rosji, Azji Środkowej, Chin oraz Japonii.

## Znaczenie medyczne
Do ugryzień dochodzi zwykle przy próbach złapania pająka. Jego ukąszenie nie stanowi zagrożenia dla zdrowia ludzkiego i nie ma znaczenia medycznego. Jego bolesność jest niewielka. Sporadycznie może powstawać w jego wyniku miejscowy obrzęk, który jednak znika w ciągu kilku godzin.